# 卡約卡吉
卡約卡吉（英語：Kajo Keji）是南蘇丹共和國耶伊河州的都市，位在南蘇丹南部。人口約19.6萬（2010年）。

## 地理
北距首都朱巴約150公里，南臨烏干達邊境。

## 外部連結
- The Kajo Keji Project